# 春日神社 (横浜市)
春日神社（かすがじんじゃ）は神奈川県横浜市港南区日野中央にある神社である。日野四村（宮ヶ谷、宮下、金井、吉原）の総鎮守。地名を冠して日野春日神社（ひのかすがじんじゃ）とも称される。

## 歴史
1099年（康和元年）に仁和寺の僧・尋清が、当地に祠を建立して武蔵国国司・藤原成実の守神である紫冠帯剣の神像を安置し、穂井の神社と称したのが始まりとされる。尋清自らは隣地に真如坊（現・徳恩寺）を建て別当となった。後に、藤原氏の氏神である春日大明神から、春日神社となる。

## 社殿・境内
権現造の社殿は、久世大和守広志の助けを受け、名主の高梨政栄が造営したもので、嘉永7年（1854年）の建立。本殿は桟瓦葺入母屋造、幣殿は桟瓦葺両下造、拝殿は桟瓦葺入母屋造である。拝殿正面には唐破風向拝を付け、十二支など数多の彫刻装飾が施され、格天井には色彩画が描かれている。彫刻装飾は、安房国千倉の代表的な彫刻師であり、西叶神社を手がけた後藤利兵衛義光の作。
本殿・幣殿・拝殿は、1994年（平成6年）11月1日に、横浜市指定有形文化財（建造物）に指定されている。また社叢林は、東隣の日野中央公園の樹林と一体を成しており、春日神社の森は「春日神社の社叢林」として1992年（平成4年）11月1日に、日野中央公園の森は「日野中央公園の樹叢」として1993年（平成5年）11月1日に、それぞれ横浜市指定天然記念物に指定されている。
また、横浜市教育委員会の調査では、境内山中に古墳時代の横穴墓も存在することが確認されている。

## 祭神
天児屋根命

## 祭事・年中行事
- 春季例祭：3月23日
- 夏季大祭：8月31日
- 秋季例祭：11月23日

## 文化財
- 春日神社本殿・幣殿・拝殿（横浜市指定有形文化財）
- 春日神社の社叢林（横浜市指定天然記念物）

## 所在地・交通
神奈川県横浜市港南区日野中央2-9-3
- 京浜東北線港南台駅下車徒歩21分
- 京浜東北線洋光台駅下車徒歩27分